# Opius turrialbanus
Opius turrialbanus är en stekelart som beskrevs av Fischer 1964. Opius turrialbanus ingår i släktet Opius och familjen bracksteklar. Inga underarter finns listade i Catalogue of Life.